# Cine quinqui
Se conoce popularmente en España como cine quinqui al género cinematográfico que narra las vivencias y las aventuras de delincuentes de estrato social muy bajo, siempre jóvenes o muy jóvenes, y que han alcanzado la fama por los delitos cometidos.
Este género se hizo muy popular en España a finales de la década de 1970 y comienzos de la de 1980, cuando alcanzó su máximo esplendor debido a la gran inseguridad ciudadana que vivía el país en aquella época, por lo que se rodaron numerosas películas y sagas, una gran mayoría a cargo de dos directores: José Antonio de la Loma y Eloy de la Iglesia.

## Características
Es muy frecuente que en las películas de cine quinqui un delincuente habitual se convierta en actor y que se interprete a sí mismo o a otro delincuente (al cual conoce o ha conocido), pretendiendo darle así un mayor realismo a la cinta.
Muchas de estas películas son biográficas o pseudobiográficas, centradas en narrar la vida de un determinado delincuente, así como su entorno, sus fechorías, la situación de exclusión social sufrida, torturas sufridas en comisaría, etc. Es común presentar al delincuente (con frecuencia perteneciente a las etnias gitana o merchera) como un personaje "noble", fiel a unos determinados valores como la lealtad grupal, el amor a una determinada mujer "arrebatada" en ocasiones a un clan o grupo social rival, o la preocupación por el bienestar de su familia. 
El tema central del cine quinqui es la delincuencia y la marginalidad que la rodea. Así se presente como algo normal el mundo de la droga y lo que lo rodea. Tal es así que no es extraño ver en estas películas a toxicómanos preparando la dosis de "caballo" (heroína), "chutándosela" (inyectándosela), "colocados" (drogados) o con "el mono" (síndrome de abstinencia).
En algunas de estas películas se muestra al protagonista en situaciones en las que delinque con el objetivo de ayudar económicamente a su familia.
No es extraño ver tampoco escenas eróticas e incluso ver a los protagonistas manteniendo relaciones sexuales o mostrando su cara más romántica.
También existe una gran crítica social, y ataque directo a muchos estamentos sociales a los cuales se acusa de corrupción o desigualdad: políticos, fuerzas de seguridad, clases adineradas, consumismo, etc.
Otro tema habitual relacionado con la delincuencia es el robo de coches, en particular los Seat 124, Seat 1430 y Seat 132 junto con otros como Seat 131, Seat Ritmo, Talbot Horizon, Chrysler 150 y Chrysler 180, Renault 12 o Citroën DS y las posteriores persecuciones que transcurren por carreteras secundarias o grandes ciudades entre los quinquis y la "madera" (la Policía Nacional).
En el argot utilizado en estas películas se pretende imitar el habitual de barrios humildes, de ambientes delictivos, y también se utilizan algunas palabras del caló.
Uno de los personajes más famosos fue Juan José Moreno Cuenca, "El Vaquilla" (1961-2003), del que se hizo una película sobre su vida. En estas películas también  aparecen otros delincuentes retratados, como El Jaro, y El Torete, que llegó a actuar en la serie Perros Callejeros.

## Películas de cine quinqui
Dentro del cine quinqui hubo varios directores, pero por encima de todos y debido al número de películas que rodaron para este género hay que destacar las filmografías de José Antonio de la Loma (1924-2004), considerado el padre de este género, y Eloy de la Iglesia (1944-2006).